# 畑山元氏
畑山 元氏（はたけやま もとうじ、？ - 天正10年（1582年））は、戦国時代から安土桃山時代にかけての武将。土佐国の国人安芸氏の家臣。官途は越後守。

## 生涯
安芸国虎の家臣で、安芸郡畑山館主の畑山元明（官途は大和守）の子として生まれる。畑山氏は安芸氏の分家にあたる。
永禄12年8月11日（1569年9月21日）に長宗我部元親の安芸城攻略によって主君国虎が自害すると、その遺児である千寿丸（後の弘恒）と鉄之助（後の家友）を供奉して、元亀2年（1571年）に三好氏家臣・矢野国村のもとへ落ち延びた。なお、弘恒は矢野又六と名乗り、後に赤沢宗伝の娘婿となり板西城を増築して居住し、「板西城三人衆」と呼ばれる赤沢氏の重臣となったという。
天正10年（1582年）中富川の戦いでは十河存保に従い、元氏は宗伝や弘恒とともに板西城を守って長宗我部元親勢と戦うも、次男の右京大夫や宗伝とともに戦死する。

### 畑山氏のその後
元氏の長男・実忠（内蔵尉）と三男の元康（左近尉）は、天正15年（1587年）に土佐へ戻り畑山郷で隠遁生活をおくる。
天正17年（1589年）、実忠と実子の実春（官途は右京介）は長宗我部元親により切腹を命じられた。激怒した一族36名は一矢報いようと攻めかけるが畑山館の戦いで全員討死し、実春の子・内蔵次丸（くらのすけつぎまる）も幼少にもかかわらず竹崎木工左衛門に捕縛され謀殺された。
元氏の三男元康（通称・左近尉、別名・安芸長宗とも。 1557～1642）は兄実忠の謀殺を受け、阿波国に落延びた。1600年、長宗我部盛親の改易処分後、土佐藩主山内一豊に仕えた。
元康の長男重房（通称・忠左衛門。別名・安芸忠左衛門）は当初羽柴秀長に仕え2,000石を領した。1591年秀長が病没すると、山内一豊に仕え600石を領した。1610年元康の隠居に伴い家督を継ぐ。
重房の子は元経（通称・次左衛門）、土佐藩士。
元康の次男は元利（通称・孫之丞）。